# Nõmme Kalju FC
Mittetulundusühing Jalgpalliklubi Nõmme Kalju – estoński klub piłkarski z siedzibą w Nõmme, dzielnicy Tallinna.

## Historia
Klub piłkarski Nõmme Kalju został założony w 1923 roku przez dwóch zapaśników, Aleksandra Šneidera i Marta Liiva, jako sekcja Klubu Sportowego Kalju. Klub działał do II wojny światowej. W 1997 został reaktywowany. Obecnie zespół rozgrywa swoje mecze na stadionie Hiiu w Tallinnie. Największym sukcesem w dotychczasowym istnieniu klubu było zdobycie mistrzostwa Estonii w 2012 oraz 2018 roku.

## Sukcesy
- Mistrzostwo Estonii (2x): 2012, 2018
- Wicemistrzostwo Estonii (3×): 2011, 2013, 2024
- Brązowy medalista mistrzostw Estonii (4×): 2015, 2016, 2017, 2019
- Zdobywca Pucharu Estonii (2×): 2015, 2025
- Finalista Pucharu Estonii (4×): 2009, 2013, 2019, 2022

## Skład na sezon 2022
Aktualny na dzień 30 lipca 2022.
| Nr | Poz. | Piłkarz           |
| -- | ---- | ----------------- |
| 1  | BR   | Marko Meerits     |
| 2  | OB   | Artur Sarnin      |
| 4  | OB   | Vladimir Avilov   |
| 5  | OB   | Yohan Mannone     |
| 6  | PO   | German Šlein      |
| 8  | PO   | Dre Fortune       |
| 12 | BR   | Sergei Lepmets    |
| 14 | PO   | Nikita Komissarov |
| 15 | PO   | Igor Subbotin     |
| 17 | PO   | Kaspar Paur       |
| 20 | NA   | Aleksandr Volkov  |

| Nr | Poz. | Piłkarz                      |
| -- | ---- | ---------------------------- |
| 21 | NA   | Maksim Gussev                |
| 22 | OB   | Trevor Elhi                  |
| 24 | NA   | Alex Tamm                    |
| 29 | OB   | Kristjan Rattasepp           |
| 37 | OB   | Janis Tsiwelekidis (kapitan) |
| 44 | PO   | Michaił Babiczau             |
| 45 | OB   | Henri Järvelaid              |
| 77 | PO   | Stanislav Tsombaljuk         |
| 79 | PO   | Pavel Marin                  |
| 96 | BR   | Henri Perk                   |
| 99 | NA   | Emir Dikajev                 |

## Europejskie puchary
Legenda do wszystkich tabel:
- Q – runda eliminacyjna, 1/16, 1/8, 1/4, 1/2 – odpowiednia faza rozgrywek, Grupa – runda grupowa, 1r gr – pierwsza runda grupowa, 2r gr – druga runda grupowa, F – finał, R – runda, PO – play-off
- k. – rzuty karne, los. – losowanie, Dogr. – dogrywka, w. – zasada bramek strzelonych na wyjeździe

| Sezon   | Rozgrywki        | Runda | Klub                    | Dom     | Wyjazd  | Ogólnie     |
| ------- | ---------------- | ----- | ----------------------- | ------- | ------- | ----------- |
| 2009/10 | Liga Europy      | 1Q    | FK Dinaburg             | 0–0     | 1–2     | 1–2         |
| 2011/12 | Liga Europy      | 1Q    | Honka                   | 0–2     | 0–0     | 0–2         |
| 2012/13 | Liga Europy      | 1Q    | Xəzər Lenkoran          | 0–2     | 2–2     | 2–4         |
| 2013/14 | Liga Mistrzów    | 2Q    | HJK Helsinki            | 2–1     | 0–0     | 2–1         |
| 2013/14 | Liga Mistrzów    | 3Q    | Viktoria Pilzno         | 0–4     | 2–6     | 2–10        |
| 2013/14 | Liga Europy      | PO    | Dnipro Dniepropietrowsk | 1–3     | 0–2     | 1–5         |
| 2014/15 | Liga Europy      | 1Q    | Fram                    | 2–2     | 1–0     | 3–2         |
| 2014/15 | Liga Europy      | 2Q    | Lech Poznań             | 1–0     | 0–3     | 1–3         |
| 2015/16 | Liga Europy      | 1Q    | Aktobe                  | 0–0     | 1–0     | 1–0         |
| 2015/16 | Liga Europy      | 2Q    | Vaduz                   | 0–2     | 1–3     | 1–5         |
| 2016/17 | Liga Europy      | 1Q    | Trakai                  | 4–1     | 1–2     | 5–3         |
| 2016/17 | Liga Europy      | 2Q    | Maccabi Hajfa           | 1–1     | 1–1     | 2–2, k: 5–3 |
| 2016/17 | Liga Europy      | 3Q    | Osmanlıspor             | 0–2     | 0–1     | 0–3         |
| 2017/18 | Liga Europy      | 1Q    | B36 Tórshavn            | 2–1     | 2–1     | 4–2         |
| 2017/18 | Liga Europy      | 2Q    | Videoton                | 0–3     | 1–1     | 1–4         |
| 2018/19 | Liga Europy      | 1Q    | Stjarnan                | 1–0     | 0–3     | 1–3         |
| 2019/20 | Liga Mistrzów    | 1Q    | Shkëndija Tetowo        | 0–1     | 2–1     | 2–2, w.     |
| 2019/20 | Liga Mistrzów    | 2Q    | Celtic                  | 0–2     | 0–5     | 0–7         |
| 2019/20 | Liga Europy      | 3Q    | F91 Dudelange           | 0–1     | 1–3     | 1–4         |
| 2020/21 | Liga Europy      | 1Q    | NŠ Mura                 | 0–4 (D) | 0–4 (D) | 0–4 (D)     |
| 2025/26 | Liga Konferencji | 1Q    | Partizani Tirana        | 1–1     | 1–0     | 2–1, Dogr.  |
| 2025/26 | Liga Konferencji | 2Q    | St. Patrick’s Athletic  | 2–2     | 0–1     | 2–3, Dogr.  |